# Petrochemia – Blachownia
Petrochemia-Blachownia Sp. z o.o. – zakład przemysłu petrochemicznego
zlokalizowany w Blachowni, dzielnicy Kędzierzyna-Koźla.
Zajmuje się przerobem benzolu, produkcją benzenu, toluenu, heksanu, kwasu siarkowego i innych chemikaliów. Oferuje też usługi analityczne.

## Historia
W 1950 rozpoczęto odbudowę niemieckiej fabryki wytwarzającej benzynę syntetyczną. Uruchomienie produkcji nastąpiło w 1952. Zakład nazywał się Zakłady Koksochemiczne „Blachownia”.
1 czerwca 1998 kompleks petrochemiczny zakładów został przekształcony w samodzielną spółkę o nazwie Petrochemia-Blachownia. W lipcu 1999 zakupił ją Ciech S.A. Warszawa, przekształcając ją w kwietniu 2001 r. w spółkę akcyjną (KRS 0000007570).
10 stycznia 2006 100% akcji spółki kupił węgierski koncern BorsodChem Rt. z siedzibą w Kazincbarciku. 2 lutego 2011 100% akcji węgierskiego koncernu przejęła chińska firma Wanhua. Spółka wchodziła w skład BorsodChemu do roku 2017, kiedy została przejęta przez czeską spółkę DEZA, należącą do koncernu Agrofert.
W 2020 r. zakład został przekształcony w spółkę z ograniczoną odpowiedzialnością (KRS 0000852793).